# 南方马尔拉虫
南方马尔拉虫（学名：Austromarrella）是一属已灭绝的马尔拉虫纲节肢动物，它在澳大利亚的寒武纪中期地层中被发现。